# Xã Burlington, Quận Carroll, Indiana
Xã Burlington (tiếng Anh: Burlington Township) là một xã thuộc quận Carroll, tiểu bang Indiana, Hoa Kỳ. Năm 2010, dân số của xã này là 1.742 người.